# 1897–1898-as skót labdarúgó-bajnokság (első osztály)
Az 1897–1898-as Scottish Division One volt a 8. alkalommal megrendezett, legmagasabb szintű labdarúgó-bajnokság Skóciában. A szezonban 10 klubcsapat vett részt.
A címvédő a Heart of Midlothian volt. A bajnoki trófeát a Celtic csapata nyerte meg, a bajnokság történetében negyedjére.

## Tabella
| Hely. | Csapat              | M  | Gy | D | V  | G+ | G– | Gk  | P  | Továbbjutás vagy kiesés |
| ----- | ------------------- | -- | -- | - | -- | -- | -- | --- | -- | ----------------------- |
| 1.    | Celtic              | 18 | 15 | 3 | 0  | 56 | 13 | +43 | 33 | A szezon bajnoka        |
| 2.    | Rangers             | 18 | 13 | 3 | 2  | 71 | 15 | +56 | 29 |                         |
| 3.    | Hibernian           | 18 | 10 | 2 | 6  | 47 | 29 | +18 | 22 |                         |
| 4.    | Heart of Midlothian | 18 | 8  | 4 | 6  | 54 | 33 | +21 | 20 |                         |
| 5.    | St. Mirren          | 18 | 8  | 2 | 8  | 30 | 36 | −6  | 18 |                         |
| 6.    | Third Lanark        | 18 | 8  | 2 | 8  | 37 | 38 | −1  | 18 |                         |
| 7.    | Dundee              | 18 | 5  | 3 | 10 | 29 | 36 | −7  | 13 |                         |
| 8.    | Partick Thistle     | 18 | 6  | 1 | 11 | 34 | 64 | −30 | 13 |                         |
| 9.    | St. Bernard's       | 18 | 4  | 1 | 13 | 35 | 67 | −32 | 9  |                         |
| 10.   | Clyde               | 18 | 1  | 3 | 14 | 21 | 83 | −62 | 5  |                         |

## Meccstáblázat
| Hazai \ Vendég      | CEL | CLY | DND | HOM | HIB | PAR | RAN | STB | STM | THI |
| ------------------- | --- | --- | --- | --- | --- | --- | --- | --- | --- | --- |
| Celtic              | —   | 6–1 | 2–1 | 3–2 | 4–1 | 3–1 | 0–0 | 5–1 | 3–0 | 4–0 |
| Clyde               | 1–9 | —   | 1–5 | 2–2 | 2–4 | 2–3 | 1–8 | 4–2 | 2–3 | 1–1 |
| Dundee              | 1–2 | 6–0 | —   | 1–6 | 1–1 | 5–0 | 2–1 | 0–0 | 0–0 | 4–2 |
| Heart of Midlothian | 0–0 | 8–1 | 2–0 | —   | 3–2 | 6–2 | 2–2 | 5–1 | 2–4 | 2–3 |
| Hibernian           | 1–2 | 5–0 | 2–0 | 1–1 | —   | 4–2 | 0–5 | 6–1 | 3–1 | 6–0 |
| Partick Thistle     | 3–6 | 1–1 | 3–1 | 3–2 | 0–3 | —   | 1–5 | 5–3 | 1–0 | 5–2 |
| Rangers             | 0–4 | 7–0 | 5–0 | 2–0 | 1–0 | 6–1 | —   | 8–1 | 9–0 | 0–0 |
| St. Bernard's       | 0–2 | 3–1 | 4–1 | 1–5 | 3–2 | 9–1 | 2–4 | —   | 1–2 | 1–3 |
| St. Mirren          | 0–0 | 4–0 | 2–1 | 3–1 | 2–3 | 1–0 | 1–5 | 7–2 | —   | 0–1 |
| Third Lanark        | 0–1 | 6–1 | 3–0 | 2–5 | 1–3 | 5–2 | 0–3 | 6–0 | 2–0 | —   |